# Stan Ivar
Stan Ivar est un acteur américain, né le 11 janvier 1943 à Brooklyn, New York.

## Filmographie
Sauf indication contraire, les informations mentionnées dans cette section peuvent être confirmées par la base de données cinématographiques IMDb,  présente dans la section « Liens externes ».

### Cinéma
- 1985 : Créature de William Malone : Mike Davison
- 1989 : The Big Picture de Christopher Guest : Charlie
- 1991 : Rock-o-rico (Rock-a-Doodle) de Don Bluth : le père d'Edmond (voix)
- 1991 : Harley Davidson et l'Homme aux santiags (Harley Davidson and the Marlboro Man) de Simon Wincer : Jake McAllister
- 1993 : Aspen Extreme de Patrick Hasburgh : Mr. Parker
- 1996 : Ed de Bill Couturié : père de Cooper

### Télévision

#### Séries télévisées
- 1982-1983 : La Petite Maison dans la prairie (Little House on the Prairie) : John Carter (19 épisodes)
- 1984 : Hôpital St Elsewhere (St Elsewhere) : Don Bundy (saison 2, épisode 13)
- 1985 : Cagney et Lacey : Steve Hollister (saison 4, épisode 19)
- 1985 : Les deux font la paire (Scarecrow and Mrs. King) : Byron Jordan (saison 2, épisode 22)
- 1985 : Harry Fox, le vieux renard (en) (Crazy Like a Fox) : ? (saison 2, épisode 2)
- 1987 : Simon et Simon : Michael Gray (saison 6, épisode 16)
- 1987 : Sam suffit (en) (My Sister Sam) : Eric Randall (saison 1, épisode 15)
- 1987 : 1st & Ten (en) : Coach Dowling (saison 4, épisode 2)
- 1987 : Les Routes du paradis (Highway to Heaven) : Paul Raines (saison 4, épisode 1 et 2)
- 1987 : It's Garry Shandling's Show : Donald Rapaport (saison 2, épisode 1)
- 1987 : Super Flics (The Oldest Rookie) : Arthur White (saison 1, épisode 7)
- 1987 : A Year in the Life : ? (saison 2, épisode 8)
- 1988 : Matlock : Pete McGuiness (saison 2, épisode 16)
- 1988 : La Belle et la Bête (Beauty and the Beast) : Jonathan Thorpe (saison 1, épisode 18)
- 1988 : Clair de lune (Moonlighting) : Brian Gates (saison 4, épisode 14)
- 1988 : The Bronx Zoo (en) : Jeffrey Warren (saison 2, épisode 3 à 5)
- 1988 : Amour, Gloire et Beauté (The Bold and the Beautiful) : Docteur Lerner (1 épisode)
- 1988 : Amen : Détective (saison 3, épisode 3)
- 1988 : Rick Hunter : Dan Michaels (saison 5, épisode 2)
- 1989 : She's the Sheriff (en) : Michael Davenport (saison 2, épisode 19)
- 1989 : Pas de répit sur planète Terre (Hard Time on Planet Earth) : Remy (saison 1, épisode 9)
- 1990 : CBS Schoolbreak Special : Mr. McCallister (saison 7, épisode 3)
- 1990 : La loi est la loi (Jake and the Fatman) : Jim Clarke (saison 3, épisode 19)
- 1990 : Nick Mancuso, les dossiers secrets du FBI (en) (Mancuso, F.B.I.) : Farber (saison 1, épisode 20)
- 1990 : His & Hers (en) : ? (saison 1, épisode 10)
- 1990 : Madame est servie (Who's the Boss?) : Peter Gerber (saison 6, épisode 26 et saison 7, épisode 1)
- 1990 : Flash (The Flash) : Docteur Carl Tanner (saison 1, épisode 1)
- 1990 : Beverly Hills 90210 : Glen Evans (saison 1, épisode 8)
- 1990 : Coach : David (saison 3, épisode 10)
- 1991 : Jack Killian, l'homme au micro (Midnight Caller) : Dallas Castleman (saison 3, épisode 22)
- 1992 : Grapevine (en) : Henry (saison 1, épisode 1)
- 1993 : Les secrets de Lake Success (The Secrets of Lake Success) : Tucker Reed (mini-série)
- 1994 : Les Dessous de Palm Beach (Silk Stalkings) : Clifford Jameson (saison 4, épisode 4)
- 1994 : Mariés, deux enfants (Married… with Children) : Jack Franklin (saison 9, épisode 10)
- 1994-1996 : Des jours et des vies (Days of our Lives) : Daniel Scott (60 épisodes)
- 1995 : The John Larroquette Show : David McKenna (saison 3, épisode 3)
- 1995 : Star Trek: Voyager : Mark Johnson (4 épisodes)
- 1995 : Arabesque (Murder, She Wrote) : lou (saison 12, épisode 11)
- 1996 : Murder One : Député Galloway (saison 1, épisode 16)
- 1996 : Couleur Pacifique (Malibu Shores) : Mr. Green (saison 1, épisode 7)
- 1997 : Notre belle famille (Step by Step) : Kevin McGowan (saison 7, épisode 6)
- 1997 : Ally McBeal : Jason Hatfield (saison 1, épisode 8)
- 1998 : Cybill : Jonathan Martin Jr. (saison 4, épisode 17)
- 1998 : Voilà ! (Just Shoot Me!) : Roger (saison 2, épisode 25)
- 1998 : Les Feux de l'amour (The Young and the Restless ) : chef des pompiers (2 épisodes)
- 1999 : Cracker : ? (saison 1, épisode 14)
- 2000-2004 : The Practice : Donnell et Associés : Mark Jacobs / Juge Harvey Gleason (saison 4, épisode 12 et saison 8, épisode 17 et 18)
- 2010 : NCIS : Enquêtes spéciales : Ben Robinson (saison 8, épisode 8 et 9)

#### Téléfilms
- 1983 : Little House: Look Back to Yesterday de Victor French : John Carter
- 1984 : Little House: The Last Farewell de Michael Landon : John Carter
- 1984 : Little House: Bless All the Dear Children de Victor French : John Carter
- 1987 : The Alamo: 13 Days to Glory (en) de Burt Kennedy : Doc Sutherland
- 1988 : Qui garde les amis? (Who Gets the Friends?) de Lila Garrett : Mark
- 1988 : Take My Daughters, Please de Larry Elikann : James
- 1989 : Ballyhoo baby de Paul Young : ?
- 1990 : L'homme que je croyais épouser (en) (Shattered Dreams) de Robert Iscove : Bryan Renehan
- 1990 : Elle a dit non (She Said No) de John Patterson : Doug
- 1991 : La signature de l'assassin (The Killing Mind) de Michael Ray Rhodes : Capitaine Harris
- 1991 : The Last Halloween de Savage Steve Holland : Hubble
- 1992 : A House of Secrets and Lies de Paul Schneider : Ben Rudolph
- 1993 : The Disappearance of Nora (en) de Joyce Chopra : Leland Sinclair
- 1993 : Passion enflammée (en) (Torch Song) de Michael Miller : Ken
- 1993 : L'instinct de survie (River of Rage: The Taking of Maggie Keene) de Robert Iscove : Bob Keene
- 1997 : Peur à domicile (Home Invasion) de David Jackson : Docteur Alan Patchett
- 1998 : Chance of a Lifetime de Deborah Reinisch : Ivan